# Tabanus eadsi
Tabanus eadsi är en tvåvingeart som beskrevs av Philip 1962. Tabanus eadsi ingår i släktet Tabanus och familjen bromsar. Inga underarter finns listade i Catalogue of Life.